# 圆齿鳞盖蕨
圆齿鳞盖蕨（学名：Microlepia crenata）为姬蕨科鳞盖蕨属下的一个种。

## 扩展阅读
- 維基物種上的相關：圆齿鳞盖蕨